# Університет Алабами в Гантсвіллі
Університет Алабами в Гантсвіллі (англ. The University of Alabama in Huntsville, абревіатура UAH) — громадський університет штату Амабами, що знаходиться в місті Гантсвілл. Університет акредитований Південною асоціацією коледжів та шкіл на навчання за ступенями бакалавра, магістра та доктора. Складається з восьми коледжів. Кількість студентів становить близько 8500. UAH один з трьох незалежних університетів Системи університетів Алабами.